# 호에이
호에이(宝永, ほうえい)는 일본의 연호(元号) 중 하나이다.
- 전후 : 겐로쿠(元禄) 이후 - 쇼토쿠(正徳) 이전.
- 시기 : 1704년 ~ 1711년
- 천황 : 히가시야마 천황
- 쇼군 : 에도 막부의 도쿠가와 쓰나요시, 이에노부

## 개원(改元)
- 겐로쿠 17년 3월 13일(1704년 4월 16일), 전년 11월 22일의 겐로쿠 대지진을 이유로 개원.
- 호에이 8년 4월 25일(1711년 6월 11일), 쇼토쿠로 개원된다.

전번 「겐로쿠」 개원 때, 레이겐 상황이 희망했으나 막부가 거절했던 연호이다. 이번 개원 때 조정이 내놓은 안과 막부의 희망이 합치하지 않았기 때문에 대신해서 채용되었다고 한다.

## 출전
『구당서』의 「宝祚惟永、暉光日新」.

## 호에이 시기에 일어난 일
- 2년
  - 교토를 중심으로 오카게마이리(お蔭参り, 에도 시대에 벌어진, 이세 신궁으로의 집단적 참배 운동)이 대유행하다.
- 4년
  - 10월 : 엔슈 앞바다・기슈 앞바다에서 진도 8.4의 대지진이 발생하다(호에이 대지진). 도카이・난카이・도난카이 연동형 지진이라고 여겨진다.
  - 11월 : 후지 산이 최후의 대분화(호에이 대분화)를 하다. 후지 산에 호에이 산이 출현하다.
  - 아카후쿠모치 창업.
- 5년
  - 8월 : 이탈리아인 선교사・지오반니 바티스타 시도티가 야쿠섬에 상륙해, 체포되다.

### 죽음
- 2년
  - 도쿠가와 쓰나노리
  - 도쿠가와 미쓰사다
  - 도쿠가와 요리모토
- 5년
  - 세키 다카카즈
- 6년
  - 도쿠가와 쓰나요시

## 서력과의 대조표
| 호에이 | 원년   | 2년    | 3년    | 4년    | 5년    | 6년    | 7년    | 8년    |
| ------ | ------ | ------ | ------ | ------ | ------ | ------ | ------ | ------ |
| 서력   | 1704년 | 1705년 | 1706년 | 1707년 | 1708년 | 1709년 | 1710년 | 1711년 |
| 간지   | 갑신   | 을유   | 병술   | 정해   | 무자   | 기축   | 경인   | 신묘   |

## 같이 보기
- 일본의 연호 일람

| 이전 겐로쿠 | 일본의 연호 1704년 ~ 1711년 | 다음 쇼토쿠 |